# San Juan Nepomuceno (ort i Colombia, Bolívar, lat 9,95, long -75,08)
San Juan Nepomuceno är en ort i Colombia.   Den ligger i departementet Bolívar, i den norra delen av landet, 600 km norr om huvudstaden Bogotá. San Juan Nepomuceno ligger 172 meter över havet och antalet invånare är 29 619.
Terrängen runt San Juan Nepomuceno är kuperad åt sydost, men åt nordväst är den platt. San Juan Nepomuceno ligger nere i en dal. Runt San Juan Nepomuceno är det ganska tätbefolkat, med 58 invånare per kvadratkilometer. San Juan Nepomuceno är det största samhället i trakten. Omgivningarna runt San Juan Nepomuceno är huvudsakligen savann.